# Supercoppa russa 2016 (pallavolo maschile)
La Supercoppa russa 2016 si è svolta il 27 settembre 2016: al torneo hanno partecipato due squadre di club russe e la vittoria finale è andata per la quinta volta, la seconda consecutiva, allo Zenit-Kazan.

## Regolamento
Le squadre hanno disputato una gara unica.

## Squadre partecipanti
| Squadra      | Qualificazione                                    | Ultima partecipazione |
| ------------ | ------------------------------------------------- | --------------------- |
| Zenit-Kazan  | Vincitrice Superliga 2015-16/Coppa di Russia 2015 | Supercoppa russa 2015 |
| Dinamo Mosca | 2ª in Superliga 2015-16                           | Supercoppa russa 2009 |

## Torneo
| 27 settembre 2016 Centr volejbola Sankt-Peterburg, Kazan' Durata: ? - Spettatori: ? | Zenit-Kazan | 3 - 0 | Dinamo Mosca | 25-14, 25-18, 25-15 |